# Cuyutlán
Cuyutlán es una población localizada en el municipio de Armería, en Colima, México. La palabra Cuyutlán deriva del náhuatl “coyutl” que significa cuyo y “tlan” que es una terminación que indica lugar de, es por eso que Cuyutlán significa “lugar de los cuyos” Cuyutlán se encuentra en una franja de tierra que hay entre la laguna y el mar, sus playas son de oleaje fuerte y de una arena casi negra muy fina, ideal para los practicantes de surf, windsurf o nadadores expertos. La Playa de Cuyutlán es una de las playas más típicas y visitadas por los colimenses. En Cuyutlán se encuentra el Museo de la Sal, lugar donde es posible conocer el proceso de producción de este mineral. Está armado en una bodega hecha de madera de finales del siglo XIX. A unos 4 km al suroeste de Cuyutlán, rumbo a El Paraíso, se encuentra el tortugario, un campamento que se dedica al estudio, protección y conservación de tres especies de tortugas marinas que llegan hasta las costas de Colima a desovar. 
Centro Ecológico El Tortugario: conocer, disfrutar, sentirse un defensor de la naturaleza que tiene la posibilidad de liberar -entre agosto y enero- a pequeñas tortugas golfinas o negras, las especies en peligro de extinción que se protegen en este "santuario" de la vida silvestre, localizado a 3 kilómetros de Cuyutlán, en el municipio de Armería. 
Adicionalmente y para beneplácito de los visitantes, el centro cuenta con una sección de cocodrilos e iguanas, además de un sendero de aves.
Un recorrido que es obligatorio al estar en Cuyutlán es pasear por los manglares del estero "Palo Verde", en este recorrido se puede admirar un impresionante ecosistema de flora y fauna silvestre. Cuenta con islotes de caprichosas configuraciones que constituyen el hábitat ideal de blancas garzas que cuando remontan al cielo en vuelo libre y cadencioso, constituye un maravilloso espectáculo. 

## Historia
El Estero Palo Verde es una prolongación natural de la Laguna de Cuyutlán hacia el sur comunicándose con el Río Armería. Se ubica en la planicie costera del Municipio de Armería y corresponde al cuarto vaso en el extremo sur de la Laguna de Cuyutlán. En el viven cientos de diferentes especies de flora y fauna que algunos actualmente se encuentra en peligro de extinción, el Centro actualmente se encuentra realizando el enorme esfuerzo para que sea declarado un área natural protegida que sea adecuada para su conservación, dentro de estos esfuerzos se realizó un expediente técnico el cual contiene aspectos generales del medio natural y socioeconómicos así como tablas y listado de flora y fauna presentes en el Estero, toda esta documentación fue entregada a la SEMARNAT del gobierno del de Colima, para su corrección comentarios y sugerencias para lograr el objetivo planteado. 

## Estero Manglares Antecedentes
El Estero Palo Verde es el cuarto vaso de la Laguna de Cuyutlán, la más grande en el Estado de Colima. Los trabajos de Arizmendi et al 1990 y la extinta Dirección de Fauna Silvestre del Gobierno de Colima (1979), I.M.A. (1992) y Chávez-Comparán, (1995) hacen un enlistado de 116 especies de aves de hábitat playero así como de Estero. 
De esta lista, 12 de las especies que se mencionan se encuentran en las categorías de peligro de extinción, protección especial y rara. 
El ecosistema de manglar es el conjunto de árboles de mangle que se localizan en zonas aledañas al litoral, adaptándose a diferentes condiciones de salinidad, donde existen una gran diversidad de especies, desde microorganismos hasta mamíferos y cientos de aves. 
Para un efecto de conservación y de uso escénico de contemplación, se creó un proyecto de paseos en lancha, promoviendo la concientización hacia la conservación de este ecosistema, fortaleciendo así , el desarrollo sustentable de los recursos naturales del estero. 
Las aves son uno de los recursos más atractivos para el gusto de los visitantes con espíritu de conservación del medio ambiente. De las 440 especies residentes y migratorias reportadas para el estado de Colima, 130 (29.54%), están presentes en el Estero Palo-Verde. Las aves migratorias visitan el estado durante la primavera y su estancia varía de 5 a 9 meses. La comercialización ilegal aunada con la destrucción de los microhábitats, ha provocado la disminución de las poblaciones de muchas aves. 
El visitante tiene la oportunidad de conocer lo maravilloso del estero a través del muelle de la esperanza que se encuentra ubicado en el Centro Ecológico de Cuyutlán "El tortugario" 
Estos son sin duda uno de los ecosistemas naturales más hermosos y sofisticados, debido a que son altamente productivos.